# Live in Texas
Live in Texas – album zespołu Linkin Park, zawiera tylko nagrania na żywo z koncertów w Teksasie z trasy koncertowej Summer's Stadium. Płyta była odpowiedzią na zarzuty wrogów Linkin Park, że grupa słabo sobie radzi na koncertach. Jest to zestaw DVD/CD wydanego przez zespół 18 listopada 2003 (w sprzedaży dostępne również oddzielnie).
Materiał znajdujący się na płycie został zarejestrowany 2 i 3 sierpnia podczas trasy koncertowej Summer Sanitarium Tour w 2003 na stadionie Reliant Stadium w Houston i Texas Stadium w Irving.
Płyta DVD (czas trwania 70:58) zawiera 17 utworów, natomiast CD 12 (czas trwania 41:40), pozostałe 5 zostały wydane na osobnej płycie LP Underground 3.0.
Wszystkie teksty napisane przez Chestera Benningtona i Mike’a Shinode, z wyjątkiem "P5hng Me A*wy" (Chester Bennington, Mike Shinoda, Stephen Richards) i "One Step Closer" (Chester Bennington, Mike Shinoda, Jonathan Davis).
Muzyka skomponowana przez Linkin Park z wyjątkiem "With You" (Linkin Park, The Dust Brothers), "A Place for My Head" (Linkin Park, Mark Wakefield) i "Runaway" (Linkin Park, Mark Wakefield)

## Lista utworów

### DVD
1. Don't Stay (także na płycie LP Underground 3.0)
2. Somewhere I Belong
3. Lying from You
4. Papercut
5. Points of Authority
6. Runaway
7. Faint
8. From the Inside
9. Figure.09 (także na płycie LP Underground 3.0)
10. With You (także na płycie LP Underground 3.0)
11. By Myself (także na płycie LP Underground 3.0)
12. P5hng Me A*wy
13. Numb
14. Crawling
15. In the End
16. A Place for My Head (także na płycie LP Underground 3.0)
17. One Step Closer

### CD
1. "Somewhere I Belong" – 3:39
2. "Lying from You" – 3:09
3. "Papercut" – 3:09
4. "Points of Authority" – 3:29
5. "Runaway" – 3:09
6. "Faint" – 2:49
7. "From the Inside" – 2:59
8. "P5hng Me A*wy" – 5:09
9. "Numb" – 3:09
10. "Crawling" – 3:29
11. "In the End" – 3:29
12. "One Step Closer" – 3:39

## Twórcy
- reżyser: Kimo Proudfoot
- producent DVD: Matt Caltabiano
- kierownik fotografii: Jim Hawkinson
- montaż: Kevin McCullough
- producent CD: Josh Abraham